# Mühlenberg (Hückeswagen)
Mühlenberg ist eine Ortschaft in Hückeswagen im Oberbergischen Kreis im Regierungsbezirk Köln in Nordrhein-Westfalen (Deutschland).

## Lage und Verkehrsanbindung
Mühlenberg liegt im südlichen Hückeswagen unmittelbar an der Grenze zu Wipperfürth. Nachbarorte sind Westenbrücke, Berbeck, Kleineichen, Großeichen, Wipperfürth-Jostberg und Wipperfürth-Hämmern. Der Ort liegt im Tal der Wupper an einem Nebengraben des Flusses. Die Bundesstraße 237 (B 237) zwischen Hückeswagen und Wipperfürth durchquert den Ort.

## Geschichte
Der Ort wurde im Jahre 1731 das erste Mal urkundlich erwähnt.